# 長谷川唯 (声優)
長谷川 唯（はせがわ ゆい、10月16日 - ）は、日本の女性声優、舞台俳優。神奈川県出身。ホーリーピーク所属。愛称はゆいゆい、ユーイ。ユニット・Sweety、Deam 4 Youのメンバー。

## 人物
趣味：お寺巡り・舞台鑑賞・イラスト、血液型：AB型、家族：両親と兄1人。東放学園高等専修学校卒業（卒業後は同校の入学式や卒業式の司会を務めている）。同級生に東京ヤクルトスワローズの公式チアリーディングチーム「Passion」のメンバーだった半沢愛奈がいる。
歌や舞台俳優としての活動もしている。祖父の影響でゲームが好きになり、それが後に仕事にも反映されることになる。
ダンスも特技としており、後述する『PSO2アークス広報隊！』の企画ではゲーム内音楽に合わせて自ら歌と踊りを披露している。
好きな動物四天王は鹿、犬、きつね、うさぎ。猫も好きだが猫アレルギーである。
食べ物の好き嫌いがとにかく多く野菜もあまり食べられない。から揚げが大好きで牛乳とカルピスとカルボナーラがエネルギーの源。
活動初期の愛称は『ゆいゆい』であったが、ゲームの実況放送に使用したキャラクター名から『ユーイ』と呼ばれるようになる。一部からは『ゆいせんぱい』を縮めた『ゆいぱい』や『ゆいおねえさん』を略した『ゆい姉』など、相手や状況によって様々な呼ばれ方をする。
イラストが得意で出演番組やTwitterで時々披露している。
活動開始当初から長い間ロングヘアーであったが2018年に高校生以来のショートカットとなり、2024年2月現在も継続している。

## 略歴
2011年、ホーリーピーク ボイスアクターズスクールへ第4期生として入所、在学中に3人組ユニット『Sweety』を結成、活動を開始。
2012年、1stシングル「UNLUCKY GIRL!!」がユニバーサルミュージックより発売。TBSの音楽番組ライブB♪で「back into my world」を披露する。
2013年、3rdシングル「キャンディーテレポーテーション」のダンス振り付けを担当。ライブやイベントに参加しながら、舞台への出演を果たすなど活躍の場を広げていく。
2014年、ファンタシースターオンライン2（PSO2）の『PSO2アークス候補生』を目指すが落選となる。Sweetyのメンバーでもある高木友梨香が候補生に選ばれる。
2015年、アークス候補生企画が終り、代わりに発足した新企画『PSO2アークス広報隊！』として活動開始。PSO2放送局への出演やニコニコ生放送を利用したファンタシースターオンライン2のプレイレポートを実施。これは毎週生放送されていたが、舞台の出演と重なった時期には翌日に振り替え放送を行ったり、番組に出演できないことがあった。
2016年、『アークス広報隊！』改め『アークス広報隊！-NT』に就任。以降もPSO2関連企画に不定期参加。「Song of Memories」のユニット『Dream 4 You』のRIKOを担当しイベントやライブに出演。
2017年、「Song of Memories」のWEBラジオ「本渡楓・長谷川唯のらじめも！」のパーソナリティとなる。番組テーマソング「キミはキミであれ」の作詞にも参加。
2018年、『Dream 4 You』として参加していた『Dream For Live!!』『D4Uゲーム部』に続くインターネット配信番組『Dream For Live!! season2』に継続出演。
2019年、「Pretty Guardian Sailor Moon" The Super Live 」ではアメリカでの公演、ミュージカル「陰陽師」～大江山編～では中国での公演に出演していたため海外での活動が多く日本にいる時期が少なかった。
2020年、ミュージカル「陰陽師」～大江山編～東京公演に出演。
2021年、YouTubeチャンネル開設。初回配信は前述の『アークス広報隊！』初回放送と同じ6月5日20:00開始。
2022年、出演予定の舞台が新型コロナウイルス感染症の影響により中止となる。『PSO2』の10周年公式アンバサダーに就任。『NGSヘッドライン』の代理MCと期間限定のWEBラジオのパーソナリティを務めた。『NGS』オフィシャルVTuberポポナのオリジナルソング「ムゲンのキセキ」の振り付けを担当した。
2023年、新型コロナウイルス感染症の影響により減少していた舞台等での活動が、五類感染症に分類されたことで増え始める。同年に出演した舞台数はコロナ禍以降で最多となった。

## 出演

### 音楽番組
- TBS ライブB♪（2012年8月28日） - Sweetyでの出演[30]
- アニぱら音楽館（2012年10月2日） - Sweetyでの出演[51]
- アニソンぷらす（2013年2月11日） - Sweety特集[52]、2月度の番組オープニングテーマも担当[53]

### テレビアニメ
- レゴ フレンズ 〜ともだちキラキラ!ものがたり〜（2012年、アンドレア[54]）
- 戦国コレクション（2012年、三巫女〈きつね巫女〉[55]）
- ファンタシースターオンライン2 エピソード・オラクル（2020年、医師[56]）

### ゲーム
- 陰陽おとぎソール[9]
- ドラゴンネスト[9]
- 戦国コレクション（2013年、きつね巫女[57]）
- Jubeat plus 戦国コレクション pack（2013年、Sweety名義2曲[58]）
- REFLEC BEAT plus 戦国コレクション PACK（2013年、Sweety名義2曲[58]）
- 海賊ファンタジア（2014年、ボーンコレクター・ジジ[59][60]、酒の妖精ラム[61]、酒の妖精リム[62]、分析者カティオ[63]）[9]
- 戦場のウエディング（2014年）[64][9]
- 東京ファントム（2015年）[65]
- ファンタシースターオンライン2（2016年、ベガス・イリュージア[66]、男性［EX］ボイスA08 - A10、女性［EX］ボイスA15 - A19[67]）
- ファンタシースターオンライン2es（2016年、セントフェザー[68]、ミヤビセン[69]、フブキトウシュウ[70]）
- デモンゲイズ2（2016年、パボ、キルケー[71]）
- Song of Memories（2017年、RIKO(Dream 4 You)[72]）

### パチンコ・パチスロ
- パチスロ『戦国コレクション2』（2015年、三巫女(きつね巫女)、クィーンにゃんこ・クレオパトラ[73]）
- パチスロ『戦国コレクション3』（2017年、三巫女(きつね巫女)[74]）
- パチスロ｢戦コレ！[泰平女君]徳川家康｣（2018年、三巫女(きつね巫女)、[アマダレビキニ]尼子経久[75]）
- パチスロ『戦国コレクション4』（2020年、三巫女(きつね巫女)[76]）
- ぱちんこ戦国コレクション（2021年、三巫女(きつね巫女)[77]）
- パチスロ『戦国コレクション5』（2022年、三巫女(きつね巫女)[78])

### 吹き替え
- 洋画「ハンターズ 北欧伝説の秘宝を追え!」（2018年、レディー・シェン[79]）
- ドラマ「オー・マイ・クムビ」（2018年、ミラン[80]）

### ラジオ
- 戦コレラジオ 小悪魔王・大久保瑠美の天下布武（2012年3月23日 - 6月8日） - コーナーアシスタント[81]
- エフエム富士「WOTA倶楽部」（2012年6月15日）[82]
- 戦コレラジオ 小悪魔王・大久保瑠美の天下布武第弐幕（2012年8月2日 - 2013年1月10日） - コーナーアシスタント[83]
- 長谷川明子のSimply Lovely（2012年8月22日[84]・29日[85]）
- なおしゃべる。（2012年8月22日・29日）[86]
- 森谷里美の完パケラジオ！（2012年8月24日）[87]
- 超A&G＋「A&G ARTIST ZONE ２ｈ」（2012年12月14日[88]・2013年2月25日[89]・6月3日[90]・7月22日[91]）
- ラブコエラジオ（2013年1月17日[92]・23日[93]）[94]
- TOKYO→NIIGATA MUSIC CONVOY〜SATURDAY SPECIAL〜（2014年9月20日）[95]
- 神田莉緒香のKANDAFUL RADIO（2016年1月29日・2月5日）[96]
- 本渡楓・長谷川唯のらじめも！（2017年1月26日 - 2018年1月15日、毎週木曜23:30 - 24:00、全51回） - パーソナリティ[38][97]
- Lenovo Presents ユーイ&ポポナのARKS Radio（2022年6月1日#1[98]・6月15日#2[99]・6月29日#3[100]・7月13日#4[101]） - パーソナリティ

### インターネット配信
- CLAMP FESTIVAL×ニコ生 12時間コラボ(2011年9月22日、MC)[102]
- みんなで一緒に新声優陣によるシリーズ最新作「ルパン三世 血の刻印～永遠のmermaid～」を見よう（2011年12月2日）[103]
- OSTER projectとお祝い女子会！Sweetyのデビュー記念パーティー大生中継！(2012年5月30日)[104]
- Sweety ニューシングル「back into my world」発売記念生放送！(2012年8月9日)[105]
- Sweetyの『Sweetすたでぃタイム♡』（不定期配信、全28回出演）
  - 通常回19:00開始(2012年10月16日[106]／26日[107]／11月2日[108]／9日[109]／16日[110]／23日[111]／12月7日[112]／2013年2月1日[113]／8日[114]／15日[115]／22日[116]／3月15日[117])
  - リニューアル配信[118](5月2日[119]／21日[120]／6月4日[121]／18日[122]／7月2日[123]／16日[124]／8月6日[125]／20日[126]／9月3日[127]／17日[128]／10月8日[129]／29日[130]／11月12日[131]／12月24日[132]／ 2014年1月14日[133])
  - 電脳DIVE出演番外編[134](11月30日)[135]
- 初音ミク 6th Anniversary ～8月31日はミク誕生祭～（2013年8月30日、MC）[136]
- 『戦国コレクション』～ニコ生の陣 ～ (不定期配信、全7回出演)
  - あんたたち！いつだって私が主役なんだから！『戦国コレクション』～ニコ生の陣～ (2012年8月7日)[137]
  - あんたたち！いつだって私が主役なんだから！『戦国コレクション』～ニコ生の陣 第弐幕～  (2012年9月11日)[138]
  - まだまだ続くわよ！『戦国コレクション』～ニコ生の陣 第三幕～ (2012年11月30日)[139]
  - 今年も戦国ぅ↑『戦国コレクション』ニコ生 新年特大号」 (2013年1月30日)[140]
  - 梅雨だけど、カラッといくわよ！ 『戦国コレクション』～ニコ生の陣 第伍幕～(2013年6月21日)[141]
  - 浴衣を着るわよ！！？『戦国コレクション』～ニコ生の陣 第六幕～(2013年9月9日)[142]
  - バレンタインチョコつくるわよ！！？『戦国コレクション』～ニコ生の陣第七幕～　(2014年2月10日)[143]
- アニソンコスプレアドベンチャ－2014 声優スペシャル(2014年2月28日)[144]
- 100日連続更新！エルダイスの地図　応援美女動画！（2014年6月15日[145]／2014年9月3日[146]）
- ウチの夏フェス2014！AT-X 声優バラエティ祭り フレッシュ夏フェス隊！(2014年8月8日)[147][148]
- ファンタシースターノヴァ　キックオフ特番(2014年11月11日、アシスタントパーソナリティ／キャラクリ隊)[149]
- がたチャンネル『路地裏発！版画・マンガであった会、放送局』（2014年11月25日、MC）[150]
- PSO2アークス広報隊!（2015年6月5日 - 2016年6月10日、金曜日担当）[32]
  - PSO2アークス広報隊!最終オーディション＆お披露目スペシャル（2015年5月24日）[33]
  - PSO2アークス広報隊 -EPISODE4 & PS4版を楽しもう！Special-(2016年2月6日[151])
  - PSO2アークス広報隊 –アークス広報隊卒業！Special- (2016年6月28日)[31]
- PSO2放送局(2015年10月31日#36[152]／2016年4月16日#41[153]／8月13日#45[154])
  - アークスフェティバル2015(2015年8月16日#34)[155]
  - ファンタシースター感謝祭2016(2015年12月23日#37東京スペシャル[156]／2016年1月17日#38福岡スペシャル[157]／3月21日#40決勝大会スペシャル[158])

- PSO2長時間放送（9～29時間の放送時間中に複数時間参加）
  - 『PSO』15周年記念　15時間生放送スペシャル！(2015年10月31日14:00 - 11月1日5:00）[159]
  - 『PSO2』アークス広報隊＆DFG春休みだよ！ 27時間ぶっ続け実況生放送スペシャル！(2016年3月26日20:00 - 27日23:22）[160]
  - 『PSO2』DFG 実況放送＆アークス広報隊卒業直前9時間ぶっ続け生放送(2016年6月25日20:00 - 26日5:05)[161]
  - 『PSO2』29時間ぶっ通しチャレンジDFG＆広報隊NT＆ゲストあり(2016年08月20日18:00 - 21日23:26)[162]
  - 『PSO2』聖夜の12時間ぶっ続け生放送SP(2016年12月24日18:00 - 25日6:19)[163]
  - 『PSO2』春休みだよ！ゲーム連動12時間ぶっ続け生放送SP(2017年3月25日18:00 - 26日6:12)[164]
  - 『PSO2』夏休みだよ！ゲーム連動12時間ぶっ続け生放送SP(2017年8月26日18:00 - 27日6:25)[165]
  - 『PSO2』聖夜の12時間ぶっ続け生放送SP 2017(2017年12月23日18:00 - 24日6:08)[166]
  - 『PSO2』春休みだよ！12時間ぶっ続け生放送SP 2018(2018年3月31日18:00 - 4月1日6:20)[167]
  - 『PSO2』夏休みだよ！12時間ぶっ続け生放送SP(2018年8月31日20:00 - 9月1日8:12)[168]
  - 『PSO2』聖夜の12時間ぶっ続け生放送SP 2018！(2018年12月22日 18:00 - 23日6:19)[169]
  - 『PSO2』12時間ぶっ続け生放送SP2020冬！(2020年2月8日18:00 - 2月9日6:06)[170]
  - EDWIN Presents『PSO』20周年記念　20時間ぶっ続け生放送！！(2020年12月26日0:00 - 20:04)[171]
- ラッピーでもわかる！『PSO2』上達ガイド(ナレーション・ガイド役)[172]
  - 「その1・装備を強くしよう」(2015年12月22日)[173]
  - 「その2・特殊能力をつけよう」(2015年12月28日)[174]
- 新・ラッピーでもわかる！『PSO2』上達ガイド（不定期更新、ナレーション・ガイド役)
  - その１・新世武器を強くしよう(2016年6月8日[175]、8月10日更新[176]、2017年2月8日更新[177])
  - その２・ユニットを強くしよう(2016年6月8日、8月10日更新[178])
  - その３・特殊能力をつけよう(2016年6月8日、8月10日更新[179]、2017年2月8日更新[180])
  - その４・効率良くクラスLvを上げよう(2016年10月5日[181]、2017年3月8日更新[182])
  - その５・効率良くメセタを入手しよう(2016年11月9日[183]、2019年4月24日更新[184])
  - その６・ペットを育てよう(2017年1月11日)[185]
  - 番外編・『PSO2es』と連動しよう(2017年4月28日)[186]
  - その７・PAやテクニックをカスタマイズしよう(2017年6月7日)[187]
  - 番外編・ライドロイドに乗ろう(2016年8月24日[188]、12月29日更新[189])
- ラッピーでもわかる！Road to EPISODE6(2019年3月20日)[190]

- PSO2 STATION!(2019年1月29日#28)[191]
  - 感謝祭2017スペシャル(2017年8月12日#11決勝会場[192])
  - PS感謝祭2019スペシャル(2019年5月25日#32札幌会場・代理MC[193]／8月17日#35決勝会場[194])
- 『PSO2』DFG&ユーイの実況生放送！(2016年11月19日 20:00 - 25:00）[195]
- アークスライブ！(2017年1月7日、第4回ゲスト[196]／2018年6月9日、第20回ゲスト[197])
- かなチャンTV（神奈川県公式）[198]
  - 「かならず　かなう　かながわ」体感VR（2017年3月16日）[199]
  - 「かならず・かなう・かながわ！」（30秒版）（2017年3月23日）[200][201]
- 東京ゲームショウ2017[202][203]
  - 【e-Sports X】PlayStation presents BLUE STAGE(2017年9月23日11:00 - 12:30)[204]
  - セガゲームス生放送！DAY3(2017年9月23日15:45 -16:45)[205]
- Dream 4 Youの『Dream For Live‼』(隔週火曜日放送、全7回中6回出演)
  - ＃1「初回放送記念！」(2017年9月19日)[206]
  - ＃2「本渡楓さん登場！」(2017年10月3日)[207]
  - ＃3「D4Uの宿題！」(2017年10月17日)[208]
  - ＃4「ハロウィン衣装回！」(2017年10月31日)[209]
  - ＃6「D4ULive直前放送！」(2017年11月28日)[210]
  - ＃7「D4ULive2017感想回！」(2017年11月28日)[211]

- D4Uゲーム部(不定期配信、全3回中2回出演)
  - ＃2 咲&唯&優美のマイクラ実況配信！(2017年12月15日)[212]
  - ＃3 鈴木美咲&緑川優美の『対戦ゲーム』配信！(2018年4月20日)[213]

- Dream 4 Youの『Dream For Live!!』Season2 (隔週火曜日放送、全15回中12回出演)
  - ＃1「D4Uの抱負2018！」(2018年1月16日)[40]
  - ＃3「自作バレンタインデーチョコ大公開！」(2018年2月13日)[214]
  - ＃4「D4Uの子供の頃の写真！」(2018年2月27日)[215]
  - ＃5「制服着用＆ライブ映像蔵出し！」(2018年3月13日)[216]
  - ＃6「ライブ映像蔵出し第2弾！」(2018年3月27日)[217]
  - ＃7「スティッキーバトル！」(2018年4月10日)[218]
  - ＃9「重大発表！？」(2018年5月7日)[219]
  - ＃11「ライブ直後！」(2018年6月5日)[220]
  - ＃12「ワンマンライブ、下から見るか？上から見るか？」(2018年6月19日)[221]
  - ＃13「夏だ！浴衣だ！」(2018年7月3日)[222]
  - ＃14「ザンキニキ」(2018年7月3日)[223]
  - ＃15「上野Forever」(2018年7月31日)[224]

- ファミ通『PSO2』塾(2018年1月25日、第2回講師役)[225]
- Dream 4 You『Dream Live 2018!!～Dreams～』／『LIVE.EXE♪』(2018年6月2日12:09[226]／17:30[227])
- 『PSO2』ロビアク用モーションキャプチャー収録風景(2018年6月11日、モーションアクター)[228]
- 東京ゲームショウ2018　セガゲームス・アトラス 生放送！DAY3(2018年9月22日12:20 - 13:20)[229]
- LIVE.EXE♪～2nd BLAST OFF～(2018年9月24日)[230]
- 『PSO2 TCG』Vol.1-3発売記念生放送！(2018年11月25日)[231]
- 東京ゲームショウ2019　セガゲームス・アトラス生放送！DAY4(2019年9月15日11:15 - 12:15)[232]
- PSO2 STATION!＋(2019年11月5日[233]／2020年11月24日[234])ゲストMC
  - PSO2 STATION!＋ 最終回(2021年03月26日20:00 - 24:00)[235]
- ミュージカル「陰陽師」～大江山編～　独占生中継(2020年2月29日18:30)[236]
- 寝る前のお話配信「sleep」(2021年01月14日)[237]
- ヴェートーベンpresents【長谷川唯グレイテスト・ショー】(2022年2月6日第1部20:30~、第2部22:00~)[238][239]
- NGSヘッドライン(2022年5月31日[240][241]、6月28日[242]、2023年10月31日[243]、2024年3月26日[244])
  - NGS ヘッドライン WAVE(2025年3月25日)[245]
- 『PSO2』10周年記念特別番組「PSO2 JAM」(2022年8月5日20:00~)[246]
- オーケストラコンサート『シンパシー2023』特別番組(2023年1月9日20:00~)[247]
  - 「シンパシー2023」メモリアルBlu-ray発売記念特番(2023年11月20日20:00~)[248]
- 「アークスサマーパーティー2024｣特別ステージ(2024年8月24日16:00~)[249]
- 『NGS』12時間ぶっ続け生放送SP 2024秋！(2024年9月13日22:00 - 9月14日8:00)[250][251]
- 「アークスフレンドシップキャラバン東京会場」ステージ生配信(2025年2月2日16:00~)[252]
- 『NGS』春のゲーム実況生放送 2025！！(2025年3月29日22:00 - 3月30日2:00)[253]

### イベント
- Sweetyの『はちゃめちゃ！！』ライブ～デビュー編～（2011年11月12日、DRESS AKIBA HALL）[254]
- Sweetyの『はちゃめちゃ！！』ライブ～クリスマス編～（2011年12月17日、DRESS AKIBA HALL）[255]
- 東京国際アニメフェア2012(2012年3月25日、東京ビッグサイト)[256]
- ヤマダ電機 家電フェア2012&大処分蚤の市 in パシフィコ横浜（2012年5月6日、パシフィコ横浜）[257]
- 戦国コレクション感謝祭(2012年5月20日、東京ミッドタウン）[258]
- アニROCK★2012 OPEN WATER 田村直美祭り！（2012年7月16日、SHIBUYA O-EAST）[259]
- アキバ☆ソフマップ ミニライブ＆握手会（2012年8月11日、アキバ☆ソフマップ1号店）[260]
- AKIHABARAゲーマーズ本店 ミニライブ＆握手会（2012年8月18日、AKIHABARAゲーマーズ本店）[261]
- アニメイト新宿店 サイン＆握手会（2012年8月18日、アニメイト新宿店）[262]
- 国際まんが博（2012年9月15日、とっとりまんがドリームワールド倉吉会場　特設ステージ（倉吉体育文化会館））[263]
- 東京ゲームショウ2012　戦国コレクションスペシャルステージ(2012年9月23日、幕張メッセ)[264]
- Sweetyの『Sweetすたでぃタイム』」課外授業イベント(2012年11月10日、東京都港区)[265]
- Sweetyの野望～クリスマス決戦～（2012年12月15日　SHIBUYA BOXX）[266][267]
- Sweety 3ｒｄシングル「キャンディーテレポーテーション」発売記念イベント(2013年3月16日、東京都内)[268]
- 東京国際アニメフェア2013(2013年3月23日、東京ビッグサイト)[269]
- 戦国コレクション 春の天下統一キャンペーン(2013年5月10日、コナミスタイル 東京ミッドタウン店)[270]
- 上海アニメパーティ ( AnimeparTy ) （2013年5月18日、上海浦東展覧館）[271][272]
- @JAM 2013 Next Stage LIVE(2013年6月22日、ダイバーシティ東京フェスティバ ル広場)[273]
- TryOut ♯2(2013年6月30日、池袋サンシャインシティ　噴水広場)[274]
- J-POP SUMMIT FESTIVAL(2013年7月27日、ジャパンタウン (サンフランシスコ))[275][276]
- Idol Rush Revolution ~アイドル・ラッシュ・レボリューション~（2013年8月11日、EXけやき坂スタジオ(旧 テレビ朝日 多目的スペースumu)）[277]
- Dream collection fire.idol(2013年9月14日、新宿BLAZE)[278]
- KONAMI App Premium Event in AppBank Store 新宿(2013年9月28日、AppBank Store 新宿)[58]
- iDOL RUSH REVOLUTION VOL2（2013年10月20日、ヤマダグリーンドーム前橋）[279]
- 電脳DIVE(2013年12月2日、Zepp Diver City Tokyo)[280]
- 大阪ミニライブ＆トークイベント(2013年12月28日、LABI1なんば)[281]
- 開放区/77　第二部(2014年3月21日、初台the DOORS)[282]
- 萌えフェス2014〜あの感動をもう一度〜(2014年3月29日、TOKYO FM HALL)[283]
- ウタ娘定期イベント＆バトルライブ 2部(2014年4月5日、赤坂GENKI劇場)[284]
- ウタ娘プレミアムライブ 2部(2014年4月12日、赤坂GENKI劇場)[285]
- 姫の音楽祭～春のスペシャルライブ～（2014年5月11日、ソフマップ1号店イベントスペース）[286]
- NHKメディアテクノロジー創設30周年記念技術展『ステディカム実演 1カメ ライブショー』(2014年11月20日、幕張メッセ国際会議場)[287]
- iTSCOM STUDIO＆HALL 二子玉川ライズ SHOWCASE(2015年4月25日、iTSCOM STUDIO＆HALL 二子玉川ライズ)[288]
- アークスフェティバル2015(2015年8月16日、有明コロシアム)[289]
- ファンタシースター感謝祭2016(2015年12月23日、幕張メッセ[290]／2016年1月17日、西日本総合展示場[291]／2016年3月21日、有明コロシアム[292]）
- Dream 4 You LIVE ACT -First Touch-(2016年4月3日、クレアート恵比寿）[293]
- Dream 4 You「Happy Dream」発売記念イベント(2016年4月23日、イオンスタイル湘南茅ヶ崎店／2016年5月1日、アニメイト新宿／2016年5月7日、アキバ☆ソフマップ1号店)[294]
- マチ★アソビVol.16(2016年5月3日、新町橋東公園)[295]
- Dream 4 You×Song of Memories スペシャルイベント（2017年3月25日、ソフマップなんば店ザウルス１[296]／4月8日、TSUTAYA 天神駅前福岡ビル店[297]／4月15日、アニメイト秋葉原店[298]）
- ファンタシースター感謝祭2017(2017年8月12日、有明コロシアム)[299]
- 東京ゲームショウ2017(2017年9月23日11:00 - 12:30、幕張メッセHall「11」／15:45 -16:45、幕張メッセHall「6」)[202][203]
- ｢スーパーマンガ大戦オルタナティブ｣握手会付きチケット販売イベント(2017年10月28日、池袋・Acrovision)[300]
- Dream 4 You Dream Live 2017!!～Memories～(2017年12月2日、秋葉原ZEST)[301]
- DreamLive2018!!～Dreams～/LIVE.EXE♪2018!!～1st ignition～(2018年6月2日、新宿MARZ)[302]
- 東京ゲームショウ2018 DAY3(2018年9月22日12:20 - 13:20、幕張メッセHall「5」)[303]
- LIVE.EXE♪2018!!～2nd BLAST OFF～(2018年9月24日、白金高輪SELENE)[304]
- ファンタシースター感謝祭2019(2019年5月25日、つどーむ[305]／2019年8月17日、東京ビッグサイト[306])
- 東京ゲームショウ2019 DAY4(2019年9月15日11:15 - 12:15、幕張メッセHall「6」)[307]
- 「美少女戦士セーラームーン」30周年記念 Musical Festival -Chronicle-(2022年11月18日公演 回替わりゲスト、品川プリンスホテル ステラボール)[308]
- ポポナオフ会 in SEGA本社！(2023年4月8日19:00 ゲスト、セガ本社)[309]
- 「美少女戦士セーラームーン」30 周年記念 Musical Festival -Chronicle- キャスト大集合！トークイベント(2023年4月23日 司会)[310]
- 『PSO2 ニュージェネシス ver.2』× FUJI-Q HIGHLAND スペシャルイベント(2023年12月2日、富士急ハイランド )[311]
- 夏祭りデリッシャス＋〜鯛やヒラメの舞い踊り〜DAY1(2024年7月20日 19:20、AOHARIUM TOKYO(秋葉原))[312]
- 「アークスサマーパーティー2024｣特別ステージ(2024年8月24日16:00 MC、REDﾟTOKYO TOWER 5F)[249]
- アークスフレンドシップキャラバン(2024年12月7日、eスタジアム なんば本店／2024年12月22日、コミュファ eスポーツスタジアム名古屋／2025年1月12日、esports Challenger's Park／2025年1月19日、仙台デザイン&テクノロジー専門学校/2025年2月2日、esports style UENO)[252]

### 舞台
- 神奈川区民ミュージカル「新景品浦島伝説vol.2」（2013年8月3日・4日） - お母さん 役[313][314]
- たりない写真、歌えなかった唄のために（2013年10月12日 - 16日、戸野廣浩司記念劇場） - 松嶋あい子 役[315][316]
- 秋宵（あきよい）～遠い日の宴～（2013年11月27日 - 12月1日、笹塚ファクトリー）[317]
- 劇団 神保町界隈 第1回公演「笑劇 妖怪たちの夜－高尾山荘の惨劇－」（2014年1月17日 - 19日、Geki地下Liberty） - りん 役[318]
- …from the moon light～月からの贈りもの～（2014年2月27日 - 3月2日、池袋シアターミラクル）[319]
- 番外編かいっっっっ！！「懺悔喫茶 ロバの耳」（2014年3月13日 - 15日、BASE KOM）[320]
- 劇団 神保町界隈 第2回公演「神保町メイド喫茶人質監禁事件」（2014年10月22日 - 26日、テアトルBONBON） - 琢磨信子 役[321]
- 第二回園田英樹演劇祭「バックホーム」（2014年5月20日 - 6月1日、シアター風姿花伝）[322]
- チャイルドボイス（2015年7月15日 - 20日、シアターサンモール）[323]
- なかよし60周年記念公演 ミュージカル「美少女戦士セーラームーン」-Un Nouveau Voyage- (アン ヌーヴォー ヴォヤージュ)（2015年9月18日 - 27日、東京 / 10月2日 - 4日、大阪） - ビリユイ 役[324]
- ユーキース・エンタテインメントvol.19 第四回園田英樹演劇祭 ミュージカル「バックホーム」（2016年7月5日 - 18日、SPACE 梟門）[322]
- 誰かこの状況を説明してください！～契約から始まるウェディング～（2016年7月27日 - 31日、萬劇場） - カレンデュラ 役[325]
- 劇団 神保町界隈 第4回公演「アイドルくの一忍法帖 ー風魔四姉妹の逆襲ー」（2016年10月13日 - 16日、テアトルBONBON） - 由比 役（月組）[326]
- スーパーマンガ大戦 オルタナティブ（2017年11月8日 - 19日、コフレリオ 新宿シアター） - ゼウス 役[327]
- "Pretty Guardian Sailor Moon" The Super Live （2018年8月31日 - 9月9日、東京プレビュー公演：AiiA 2.5 Theater Tokyo / 2019年3月24日、ワシントン公演：ワーナーシアター / 2019年3月29日・30日、ニューヨーク公演：プレイステーションシアター） - セーラーマーズ / 火野レイ 役[41]
- ミュージカル「陰陽師」～大江山編～（2019年6月14日 - 8月11日・11月15日 - 12月29日、中国公演[42] / 2020年2月26日 - 3月1日、東京公演[43]） - 妖刀姫 役
- BQMAP page220552「大図～月から江戸まで八百歩」（2022年5月2日 - 5日、シアターサンモール）[46]※公演中止[47]
- Studio K'z presents 舞台「スーパーマンガ大戦MAX」（2022年12月14日 - 18日、池袋シアターKASSI）[328] - ゼウス 役[329]
- しほちか企画「tetra」『Shall We Sing?!』（2023年6月29日、兎亭 / 2023年7月2日 - 7月9日、浅草スマイルバー&カフェ）- ♫チーム バンドマン 役[330]
- 星巡黎 朗読劇「アッペンダウンアンカー」『Land-lyマシーン』（2023年9月7日 - 11日、エリア543）[331] - Team a 佐藤役、Team b タバコ役[332]
- Studio K'z 11月公演｢みちこのみたせかい2023｣（2023年11月1日 - 5日、池袋シアターKASSAI）[333] - 車谷千鶴子[334]
- ベイビーシャークライブ（2024年2月25日、昭和女子大学人見記念講堂 / 3月31日、ウェスタ川越 / 4月6日、大宮ソニックシティ / 4月28日、森のホール21 / 4月29日、江戸川区総合文化センター / 8月12日、さいたま市文化センター / 9月7日、いわき芸術文化交流館アリオス / 9月8日、水戸市民会館 / 10月14日、調布市グリーンホール / 2025年3月29、市川文化会館）[335] [336]- ヘッティー[337]、パール[338]、シマー[339]
- BQMAP 『ジャックはひとり木に登る』（2024年5月17日、座・高円寺）[340]- ゲスト出演
- ミュージカル「陰陽師」〜海国の章〜（2024年7月20日 - 9月21日、オンライン配信のみ ※2020年中止になった舞台のゲネプロ映像配信） - 玉藻前（特別映像出演） 役
- 「チェリまほ The Musical」〜30歳まで童貞だと魔法使いになれるらしい〜（2025年4月11日 - 20日、TOKYO DOME CITY HALL / 4月25日 - 27日、アイプラザ豊橋） - 黒沢茉莉 役[341]

## 音楽

### 長谷川唯名義
- 彼氏の財布がマジックテープ式だった。(2010年1月20日)[342][343]
  - ＃１ 彼氏の財布がマジックテープ式だった
  - ＃２ 夏恋（ファイブチャンネル、2010年1月度エンディングテーマ）
  - ＃３ What Happened?
- ポテッコベイビーズ　イメージソング(2011年9月9日)[344][345]
  - Vol.12 いつまでもどこまでも
- 永遠なんていらない（2014年10月8日）[346]
  - ＃１ 永遠なんていらない（「神保町メイド喫茶人質監禁事件」主題歌）
  - ＃２ My Love,One Way（「神保町メイド喫茶人質監禁事件」挿入歌）
- パチスロ 戦国コレクション3 Music Selection(2017年10月4日)[74]
  - ＃１ 総天然色コレクション（きつね巫女(CV:長谷川唯)）
  - ＃２ アヴェマリア（きつね巫女(CV:長谷川唯)）
- パチスロ 戦国コレクション 4 Music Selection(2020年8月12日)[347]
  - ＃１ 戦塵の焔（きつね巫女(CV:長谷川唯)）

### Sweety名義
- UNLUCKY GIRL!!(2012年5月30日）[29]
  - ＃１ UNLUCKY GIRL!! (テレビアニメ『戦国コレクション』前期エンディングテーマ)
  - ＃２ SWEETY
  - ＃３ 恋色病棟（長谷川唯ソロ曲）
- back into my world(2012年8月8日）[348]
  - ＃１ back into my world (テレビアニメ『戦国コレクション』後期オープニングテーマ)
  - ＃２ コンフェイトと空模様
  - ＃３ ゆきうさぎ（長谷川唯ソロ曲）
- キャンディーテレポーテーション(2013年2月27日)[349][350]
  - ＃１ キャンディーテレポーテーション（「A＆G ARTIST ZONE 2h」1月度エンディングテーマ、「アニソンぷらす」2月度オープニングテーマ）
  - ＃２ Come on Baby!
  - ＃３ チェリー物語（長谷川唯ソロ曲）
- My line（2013年6月3日先行配信／6月12日一般配信、「Drive your Heart」コラボ曲[351]）[352]
- パチスロ戦国コレクション2 Original Soundtrack(2015年9月16日)[353]
  - ＃１ 光の扉
  - ＃４ 超夢幻シンフォニア（2013年9月27日シングル配信、「戦コレ絆クロス」テーマソング）[354]
  - ＃４８ 超夢幻シンフォニア（Another World Mix）(Bonus Track)（2013年9月27日シングル配信)

### Dream 4 You／RIKO名義
- Happy Dream(2016年4月13日、Dream 4 You)[355][356]
  - ＃１ Happy Dream
  - ＃２ 残酷な天使のテーゼ（カバー曲）
- for Memories(2017年7月12日、Dream 4 You、全18曲)[357]
- for Memories -SOLO TRACKS-(2017年8月9日、RIKO、全20曲中4曲)[358]
  - ＃１３ Save the Soul-RIKO-
  - ＃１４ LIGHTNING HEART-RIKO-
  - ＃１５ 雷鼓-raiko- -RIKO-
  - ＃２０ get well -RIKO-
- Song of Memories ゲームver.フルコーラスCD(2017年12月2日、Dream 4 You)[301]
- Song of Memories RIKO -solo ver.-(2018年6月2日、RIKO、スマホ用音楽カード「SONOCA」)[359]
- Dream for You(2018年6月2日、Dream 4 You、スマホ用音楽カード「SONOCA」)[359]
  - ＃１ Dream for You
  - ＃２ Justitia

### えーでちゃんとゆーいちゃん名義
- キミはキミであれ（2017年12月22日、作詞：本渡楓・長谷川唯、『本渡楓・長谷川唯のらじめも！』番組テーマソング）[360]

## 書籍
- 声優アニメディア 2012年 8月号 （2012年07月10日、インタビュー掲載[361]）ISBN:4910057050827
- 月刊ニュータイプ 2012年 9月号（2012年8月10日、大久保瑠美ｘSweety緊急座談会[362]）ISBN:4910070090923
- 声優グランプリ 2012年 9月号（2012年8月10日、インタビュー掲載、裏表紙[363][364]）ISBN:4910055870922
- 声優アニメディア 2012年 10月号（2012年09月10日、インタビュー掲載[365][366]）ISBN:4910057051022
- 声優グランプリ 2013年 3月号（2013年2月9日、本誌に記事[367]。別冊声優名鑑 2013 女性編にプロフィール掲載[368]）ISBN:4910055870335
- 声優パラダイスvol.17（2013年5月10日、グラビア＆インタビュー掲載[369][370]）ISBN:978-4-86388-145-7
- 月刊「コンプティーク」2015年 1月号（2014年12月10日、インタビュー掲載[371]）ISBN:4910139770155
- ファンタシースターオンライン２ファッションカタログ2016-2017（2017年8月12日、インタビュー掲載[372]）ISBN:978-4048932639